# Amphicnaeia affinis
Amphicnaeia affinis là một loài bọ cánh cứng trong họ Cerambycidae.